# Шведский язык в Финляндии

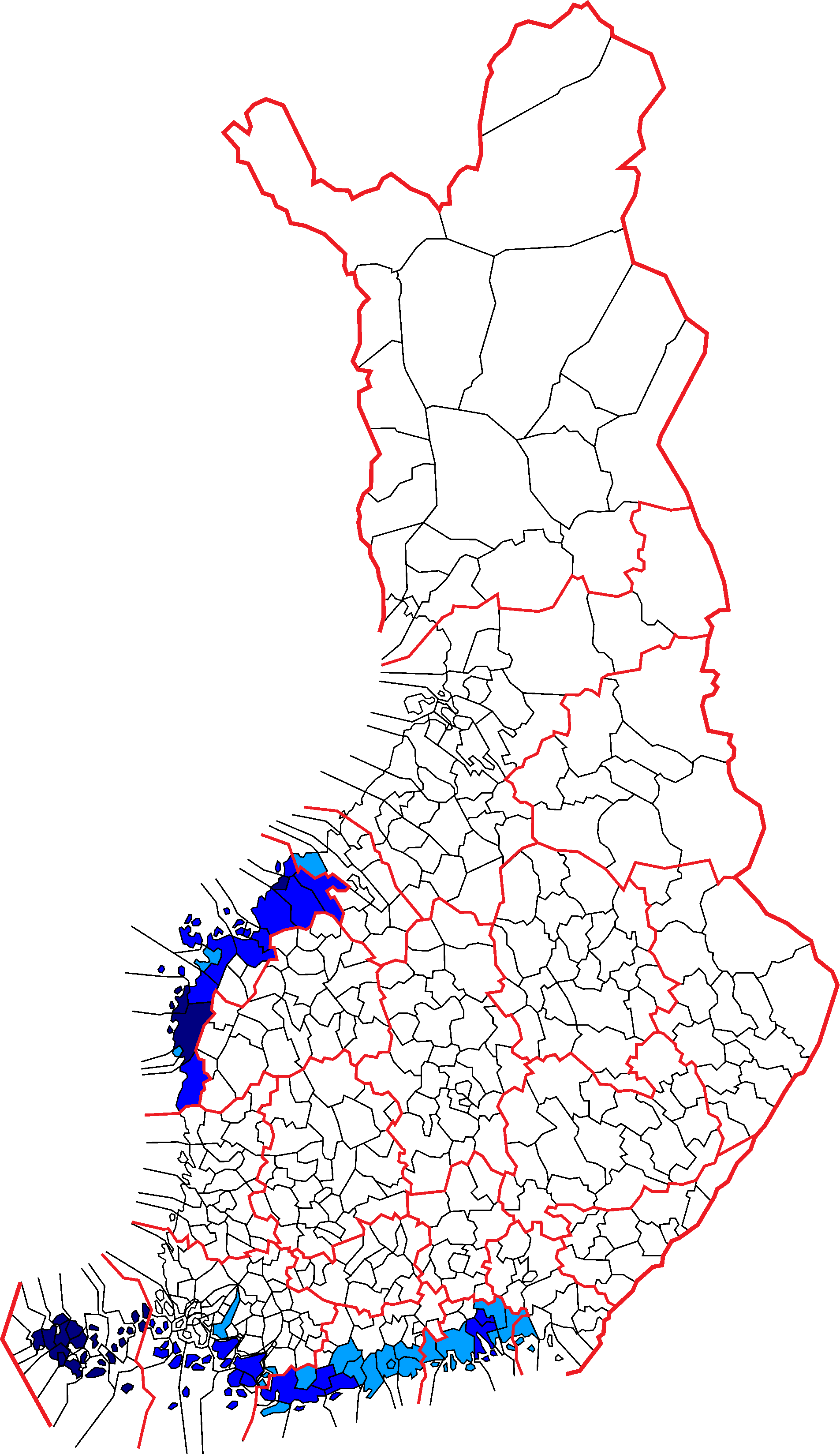
Носители шведского языка на карте Финляндии

Неофициальный флаг шведского сообщества в Финляндии (используется редко, так как по виду совпадает с флагом сторонников нюношка в Норвегии)

Шведский язык в Финляндии (фин. suomenruotsi, швед. finlandssvenska) — язык финских шведов, распространённый в некоторых регионах Финляндии. Появился в стране в IX веке, в официальной сфере используется с XII века, в том числе наряду с автохтонным финским (с XIX века) и русским (1900—1917) языками. Формально остаётся одним из двух официальных языков страны (на Аландских островах — единственный официальный).

## Диалекты
Шведский язык в стране представлен тремя основными диалектами — западным (Остроботния), южным (район Хельсинки) и аландским (Аландские острова). Первые две континентальные разновидности обнаруживают тенденцию к постепенному упадку, так как все их носители двуязычны и постепенно переходят на финский язык. Также существует большое число местных диалектов (в Остроботнии дети могут говорить на трех диалектах: домашний диалект, школьный и региональный).
Если ещё в начале XX века носители шведского языка в стране считали себя финскими шведами, то сейчас предпочитают самоидентифицироваться как «шведоязычные финны».

## Особенности шведского языка в Финляндии
Одна из особенностей шведского языка в Финляндии — смещение или утрата тонального ударения. Другой особенностью является наличие архаизмов в речи. Литературный финляндский шведский язык близок к стандартному шведскому языку.

## Современное положение языка

Буква Å как символ шведского языка на плакате против обязательного изучения шведского в школах Финляндии («Долой обязательный шведский!»)

Во всех школах страны шведский язык, так называемый «обязательный шведский», преподаётся три года, с 7 по 9 классы, несмотря на его возрастающую непопулярность из-за большей потенциальной экономической выгоды от изучения других языков —  немецкого, английского, русского, от изучения которых отнимает время шведский (при том, что большинство шведов в самой Швеции хорошо владеет английским уже достаточно давно).
Фактически в настоящее время распространение шведского в Финляндии свелось к двуязычным семьям ряда прибрежных общин страны, регулирующих его статус в зависимости от доли и численности носителей шведского (обычно 6%-й порог либо 3 тысячи человек). Число носителей шведского в современной Финляндии оценивается менее чем в 290 тысяч человек и постоянно сокращается в результате ассимиляции.
Совет Европы в апреле 2011 в своём докладе, посвящённом языкам меньшинств, отметил, что в долговременной перспективе статус шведского языка как второго государственного в Финляндии находится под угрозой, поскольку имеются существенные недостатки как в реализации положений, прописанных в законодательных актах, так и в преподавании языка. Граждане, говорящие на шведском языке, согласно действующему закону имеют право пользоваться родным языком в государственных и муниципальных учреждениях (например, в полиции или в поликлинике), однако нередко представляется невозможным реализовать это право на практике, поскольку сотрудники многих подобных учреждений недостаточно хорошо владеют шведским языком даже в тех муниципальных образованиях, которые официально являются двуязычными. Совет Европы рекомендовал Финляндии улучшить уровень и увеличить объём преподавания шведского языка. Для исправления ситуации с преподаванием шведского языка создана специальная рабочая группа при языковом департаменте Министерства юстиции Финляндии.